# Saint-Florentin (Indre)
Saint-Florentin település Franciaországban, Indre megyében. Lakosainak száma 508 fő (2022. január 1.). Saint-Florentin Saint-Outrille, La Chapelle-Saint-Laurian, Guilly, Orville, Reboursin és Vatan községekkel határos.

## Népesség
A település népessége az elmúlt években az alábbi módon változott:
| Lakosok száma | 431  | 390  | 438  | 474  | 535  | 545  | 534  | 532  | 529  | 508  |
|               | 1968 | 1982 | 1990 | 2006 | 2013 | 2015 | 2017 | 2019 | 2020 | 2022 |